# Heteropanax balanseanus
Heteropanax balanseanus là một loài thực vật có hoa trong Họ Cuồng cuồng. Loài này được C.B.Shang mô tả khoa học đầu tiên năm 1997.